# Sainte-Luce-sur-Loire
Sainte-Luce-sur-Loire is een gemeente in het Franse departement Loire-Atlantique (regio Pays de la Loire). De plaats maakt deel uit van het arrondissement Nantes. Sainte-Luce-sur-Loire telde op 1 januari 2022 16.227 inwoners.

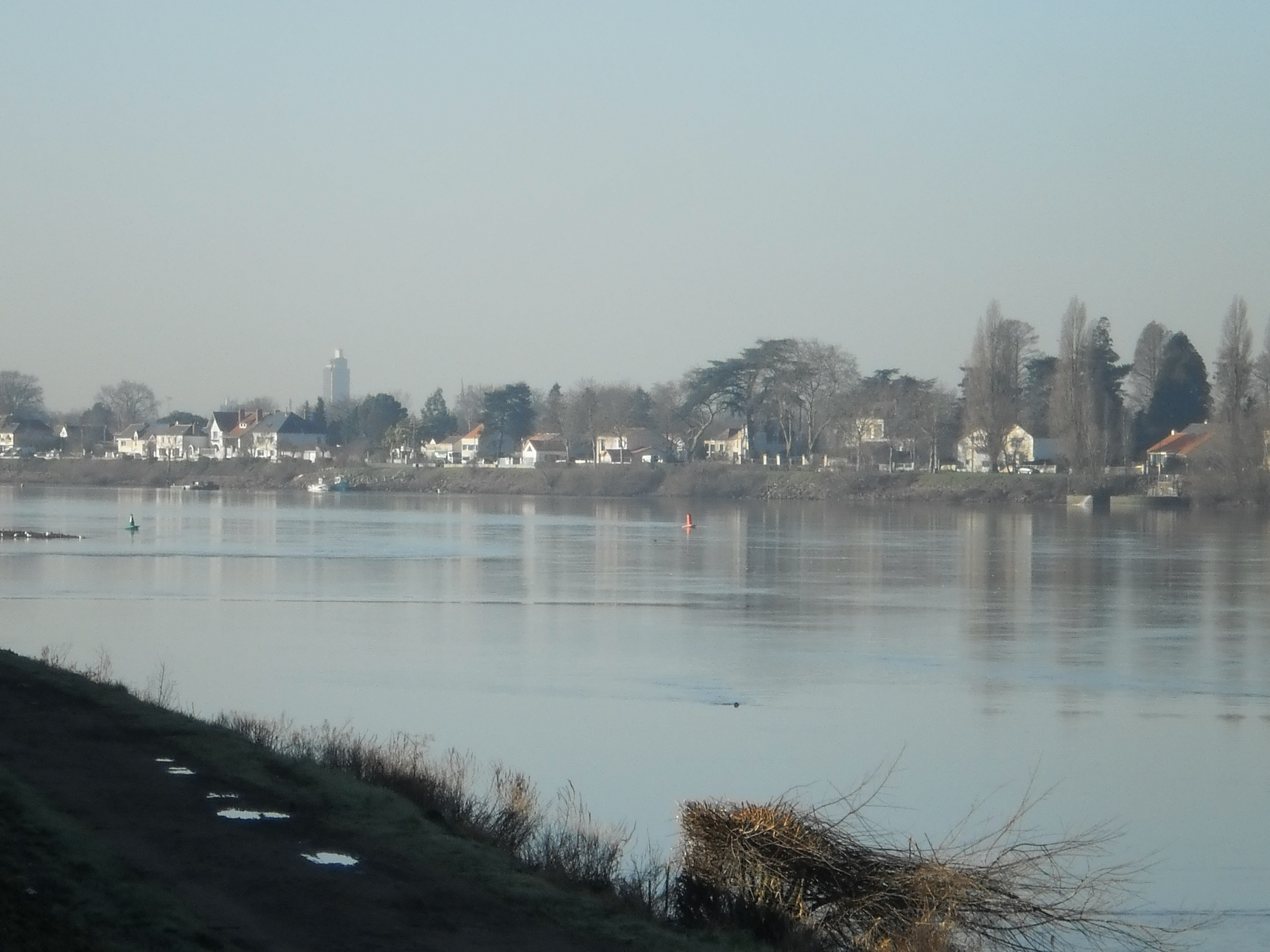
Sainte-Luce-sur-Loire
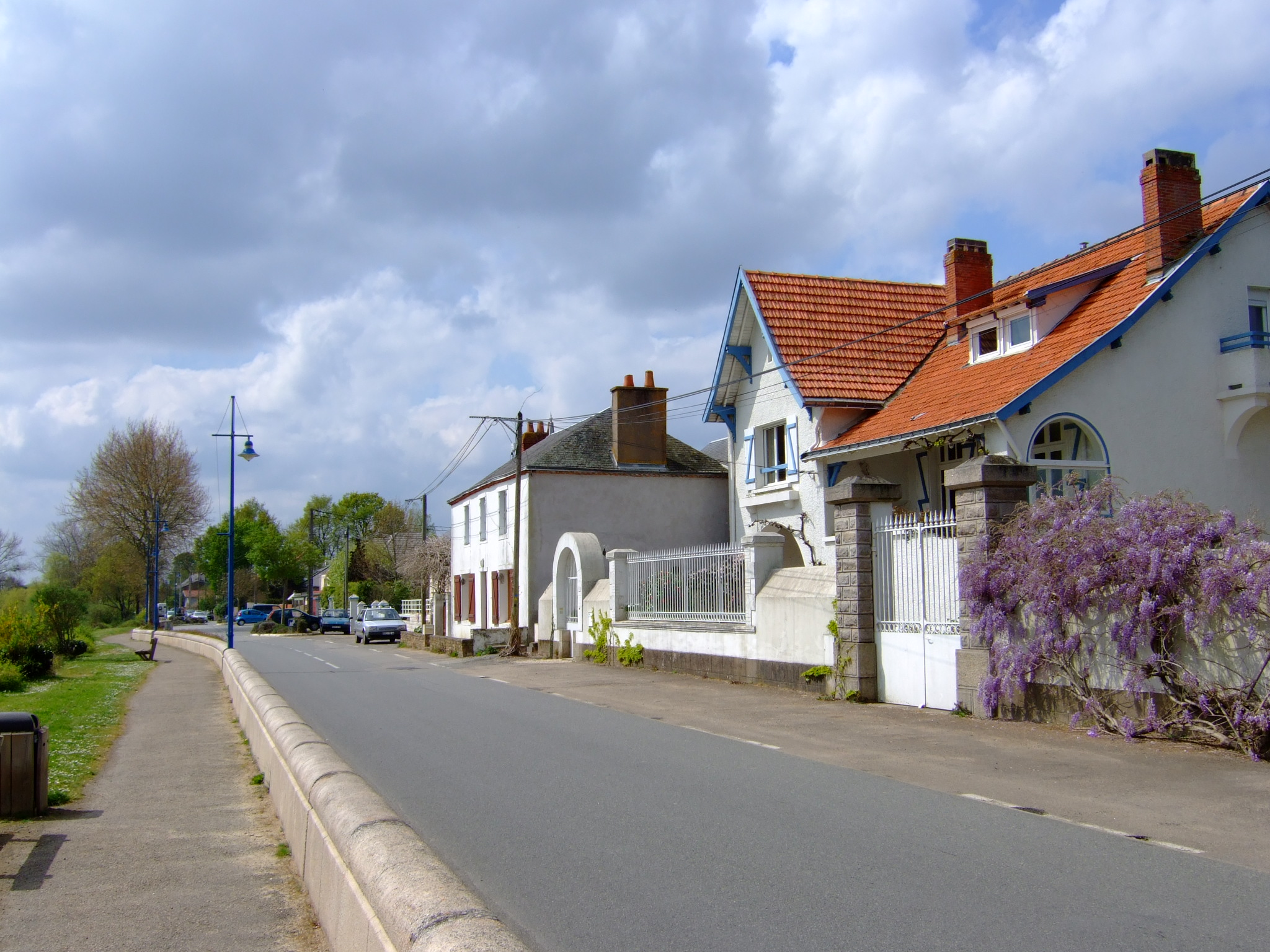
Sainte-Luce-sur-Loire
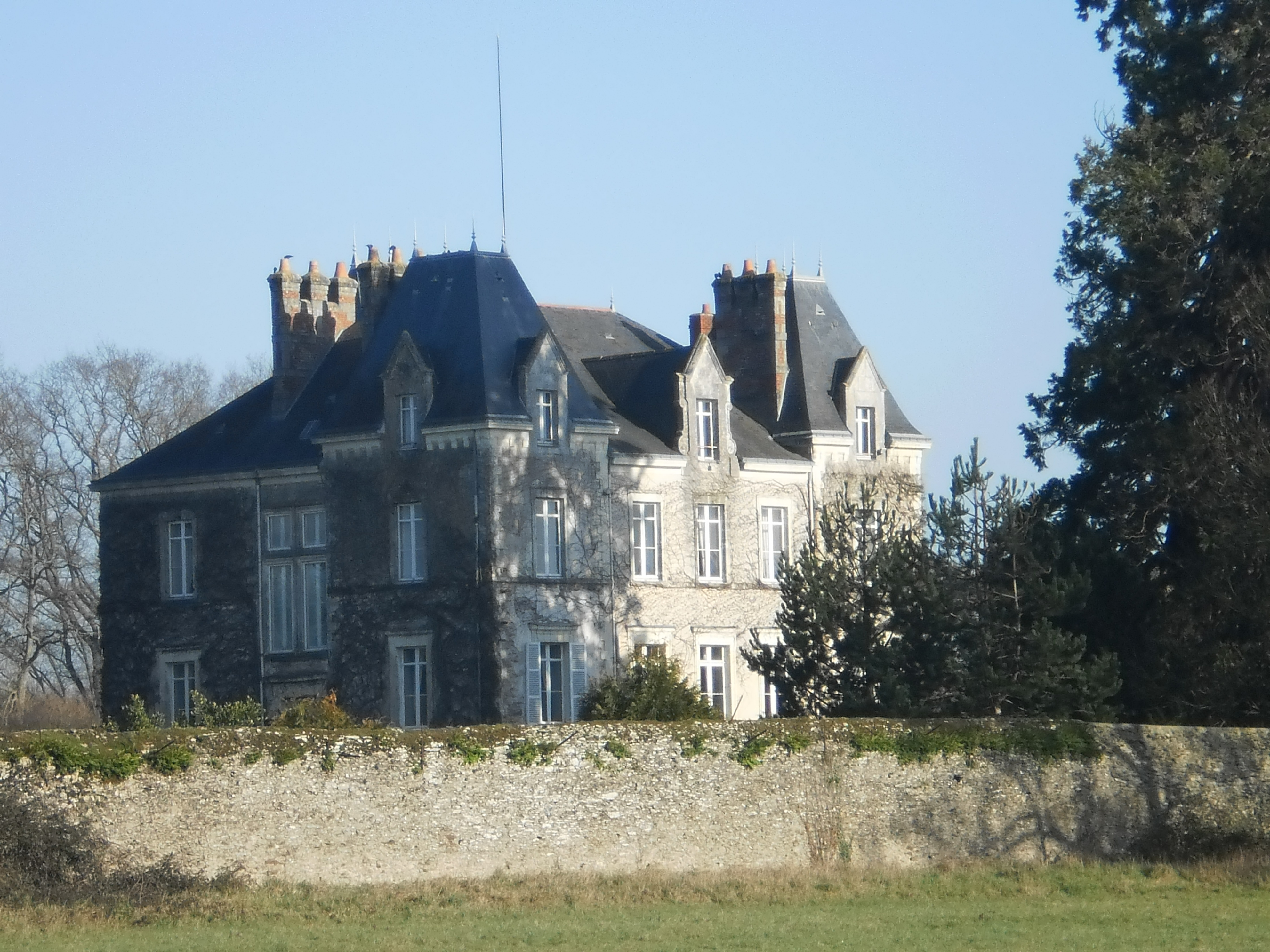
Manoir du Grand-Plessis, Sainte-Luce-sur-Loire
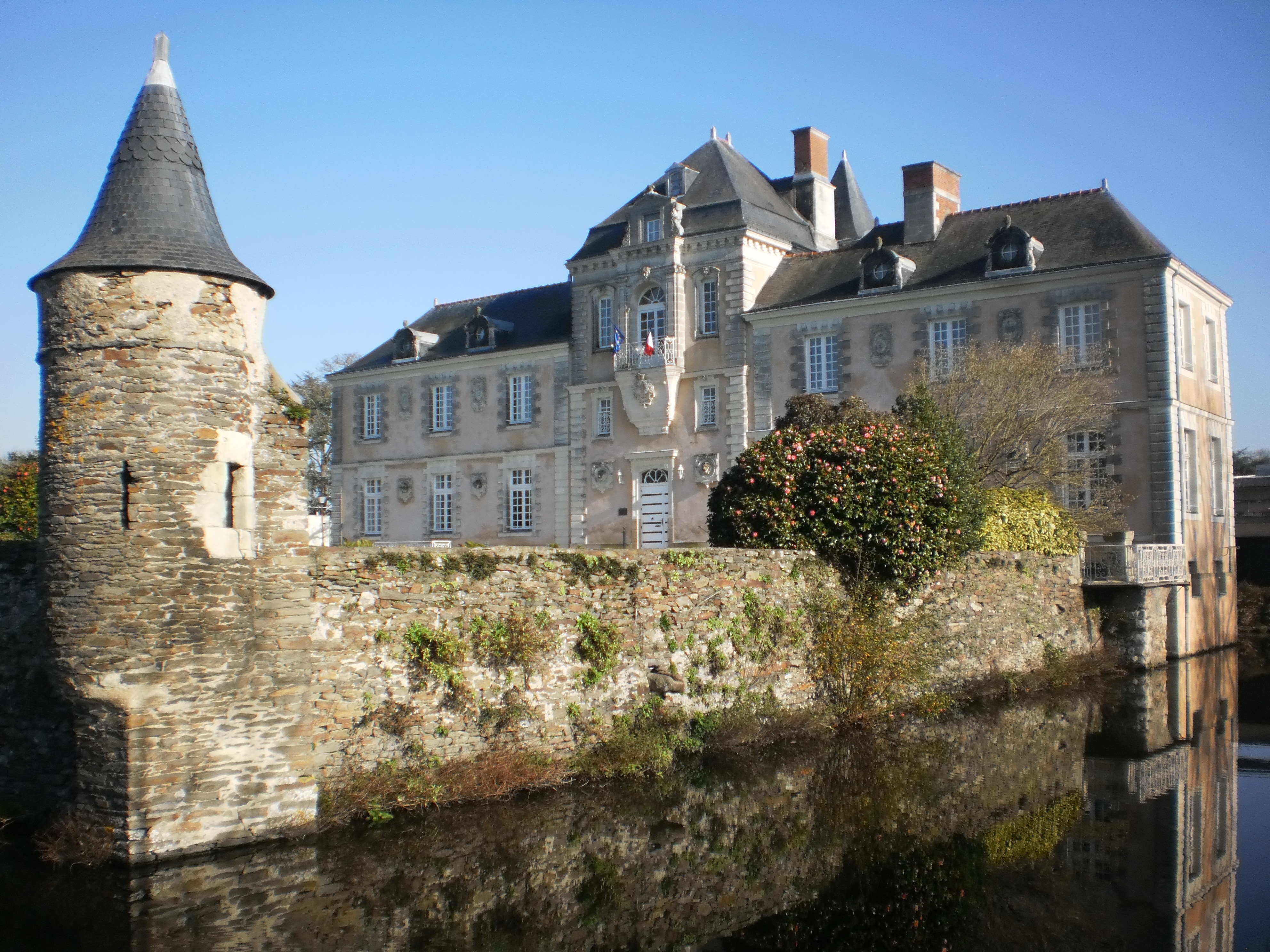
Château de Chassay, Sainte-Luce-sur-Loire
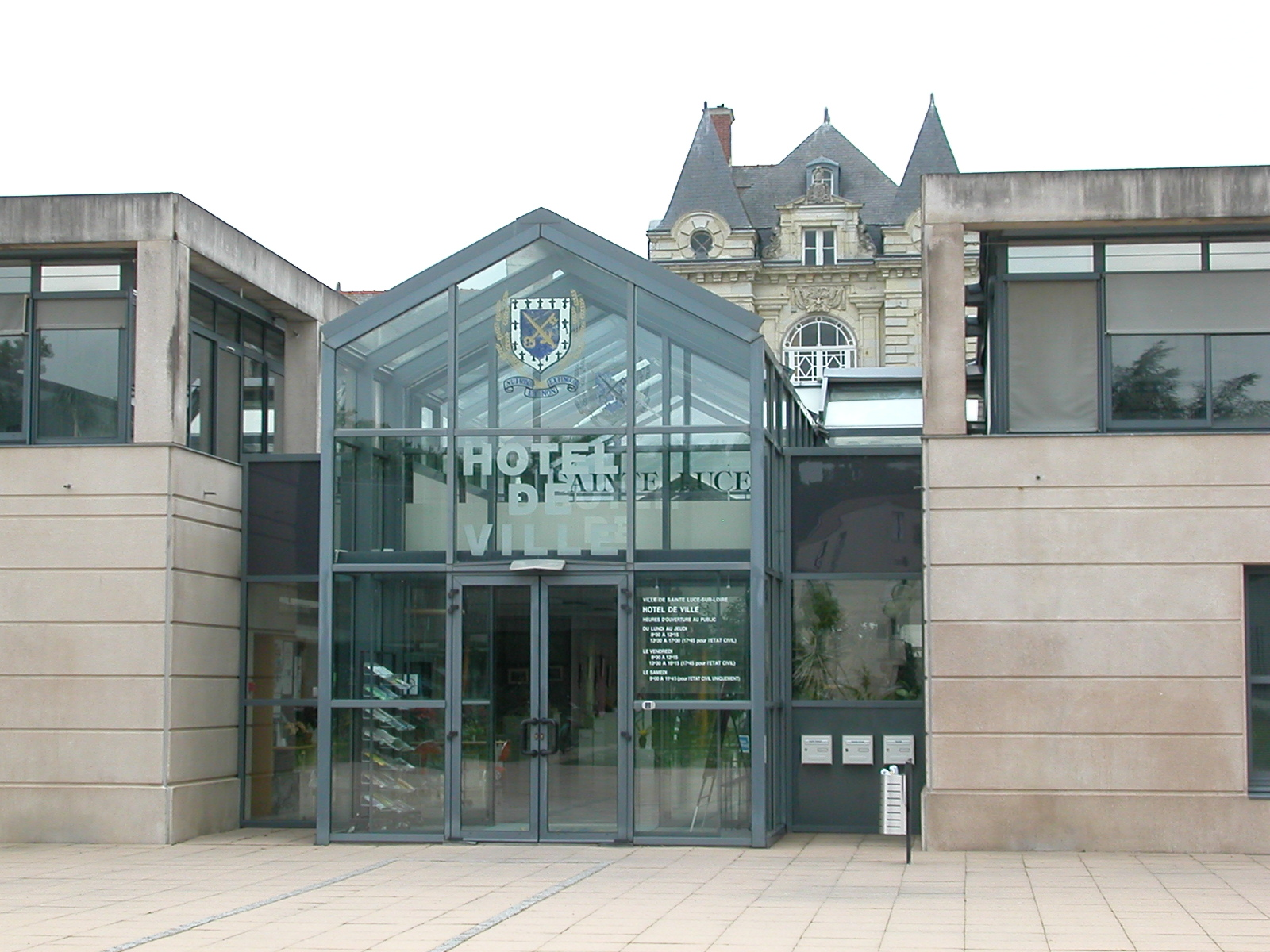
Gemeentehuis
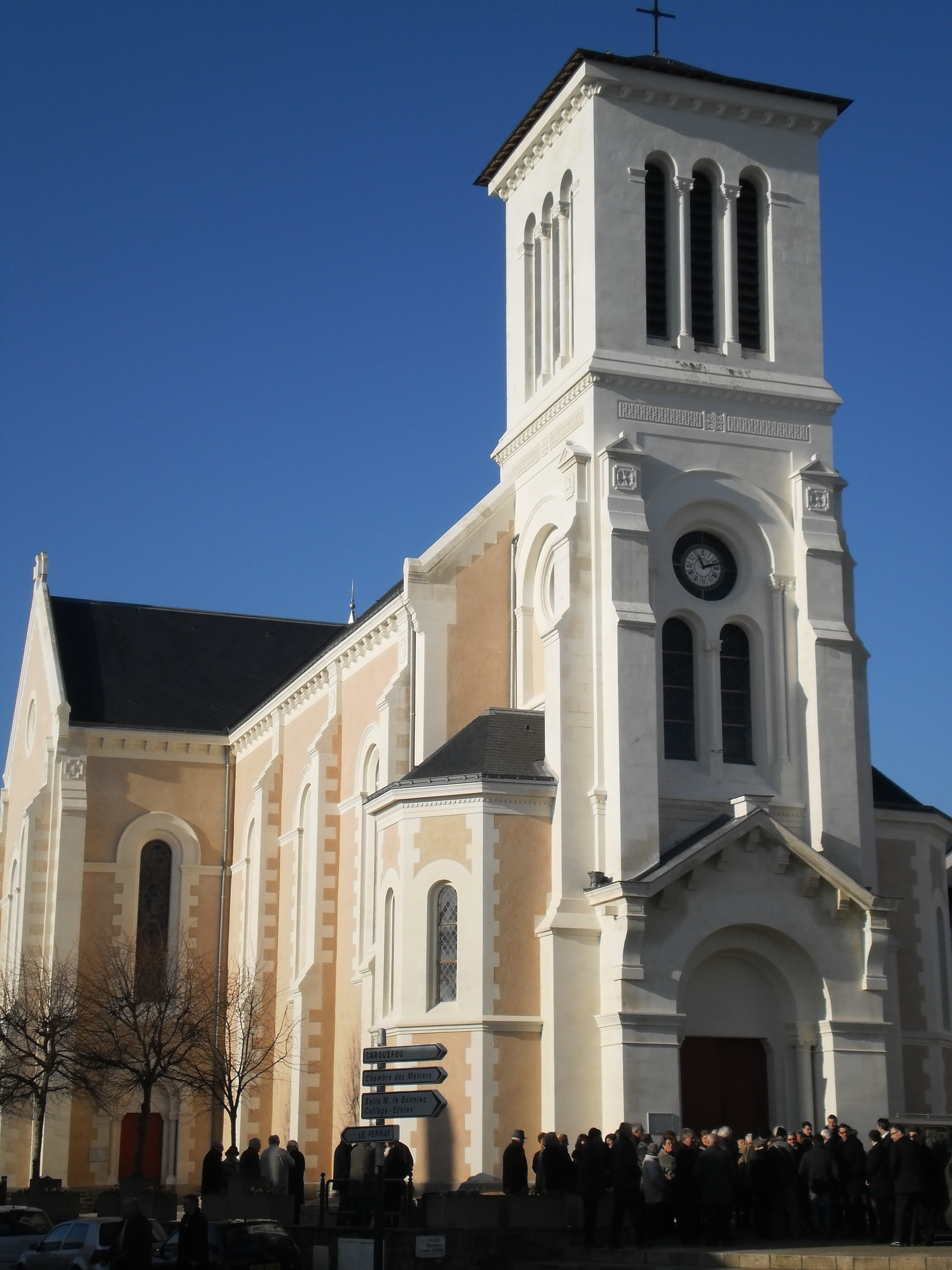
Kerk van Sainte-Lucie

## Geografie
De oppervlakte van Sainte-Luce-sur-Loire bedroeg op 1 januari 2022 11,45 vierkante kilometer; de bevolkingsdichtheid was toen 1.417,2 inwoners per km².

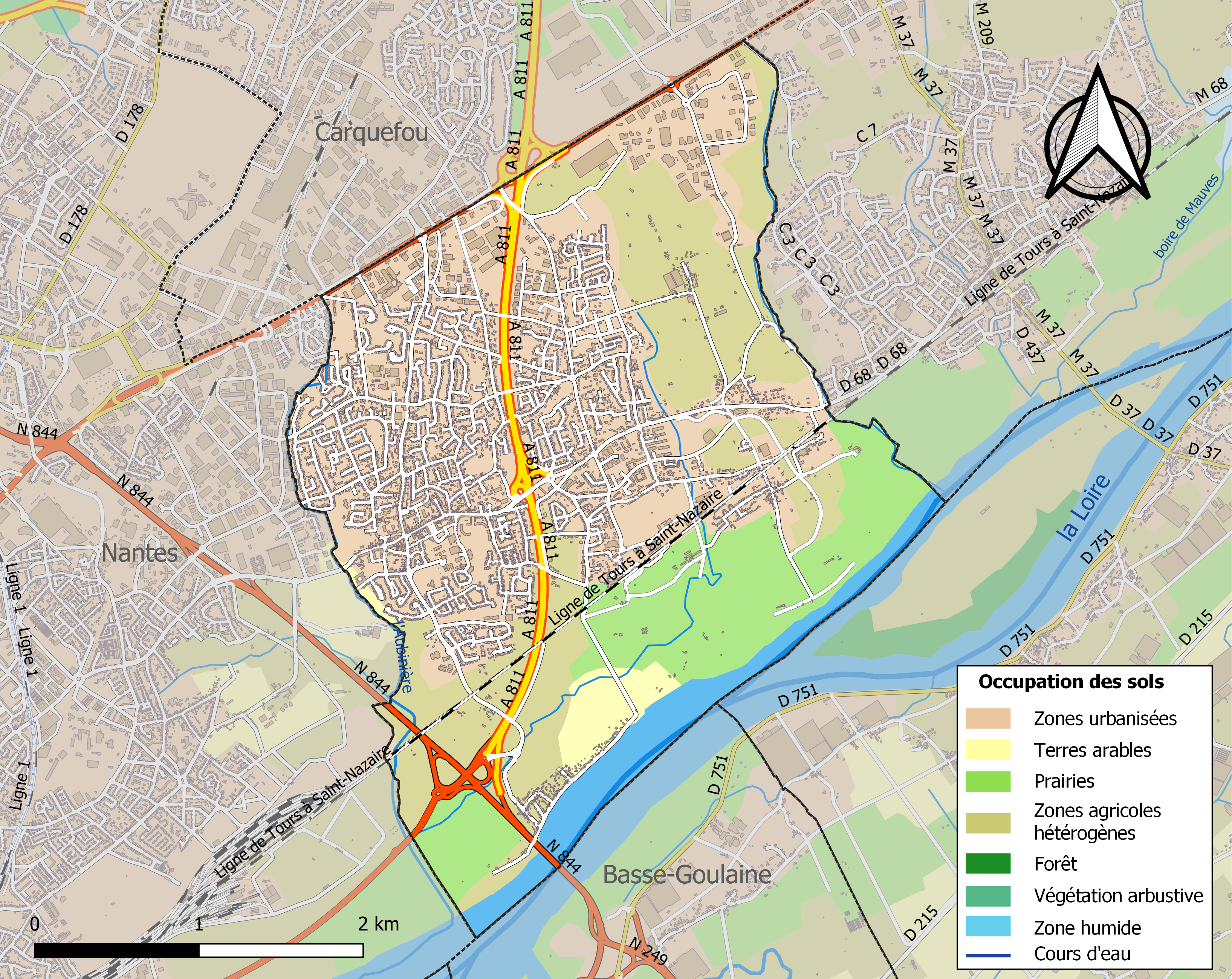
Kaart van de gemeente met de belangrijkste infrastructuur, bodemgebruik en omliggende gemeenten

## Demografie
Onderstaande figuur toont het verloop van het inwonertal (bron: INSEE-tellingen).